# Giải thưởng Điện ảnh Hồng Kông lần thứ 9
Giải thưởng Điện ảnh Hồng Kông lần thứ chín được tổ chức năm 1990 tại Hồng Kông.

## Danh sách các đề cử và giải thưởng
| Phim hay nhất                                                | Phim hay nhất                       | Phim hay nhất |
| Phim                                                         | Tên tiếng Anh                       |               |
| ------------------------------------------------------------ | ----------------------------------- | ------------- |
| Phi việt hoàng hôn (飛越黃昏)                                | Beyond the Sunset                   |               |
| Bát lạng kim (八⒂金)                                         | Eight Taels of Gold                 |               |
| Bất thoái miệt đích nhân (不脫襪的人)                        | A Fishy Story                       |               |
| A Lang đích cố sự (阿郎的故事)                               | All About Ah Long                   |               |
| Điệp huyết song hùng (喋血雙雄)                              | The Killer                          |               |
| Đạo diễn xuất sắc nhất                                       |                                     |               |
| Đạo diễn                                                     | Phim                                |               |
| Ngô Vũ Sâm                                                   | Điệp huyết song hùng                |               |
| Đỗ Kì Phong                                                  | A Lang đích cố sự                   |               |
| Trương Chi Lượng                                             | Phi việt hoàng hôn                  |               |
| Trần Hữu                                                     | Bất thoái miệt đích nhân            |               |
| Trương Uyển Đình                                             | Bát lạng kim                        |               |
| Kịch bản hay nhất                                            |                                     |               |
| Biên kịch                                                    | Phim                                |               |
| Trương Chi Lượng Trần Cẩm Xương                              | Phi việt hoàng hôn                  |               |
| Ngô Vũ Sâm                                                   | Điệp huyết song hùng                |               |
| Ngô Văn Huy Trịnh Trung Thái                                 | A Lang đích cố sự                   |               |
| Trương Uyển Đình La Khải Nhuệ                                | Bát lạng kim                        |               |
| Nhĩ Đông Lục Vương Chi Nhất                                  | Tái kiến Vương Lão Ngũ              |               |
| Niếp Hoành Phong Hoàng Mẫn Như Lưu Tích Hiền Trần Gia Thượng | Tiểu nam nhân chu ký                |               |
| Nam diễn viên chính xuất sắc nhất                            |                                     |               |
| Diễn viên                                                    | Phim                                |               |
| Chu Nhuận Phát                                               | A Lang đích cố sự                   |               |
| Chu Nhuận Phát                                               | Thần bài                            |               |
| Thành Long                                                   | Kỳ tích                             |               |
| Ngô Diệu Hán                                                 | Phi việt hoàng hôn                  |               |
| Hồng Kim Bảo                                                 | Bát lạng kim                        |               |
| Hứa Quan Văn                                                 | Hiệp gia hoan                       |               |
| Nữ diễn viên chính xuất sắc nhất                             |                                     |               |
| Diễn viên                                                    | Phim                                |               |
| Trương Mạn Ngọc                                              | Bất thoái miệt đích nhân            |               |
| Ngô Gia Lệ                                                   | Đệ nhất kiển                        |               |
| Phùng Bảo Bảo                                                | Phi việt hoàng hôn                  |               |
| Lưu Gia Linh                                                 | Thuyết hoang đích nữ nhân           |               |
| Trương Ngải Gia                                              | Bát lạng kim                        |               |
| Trương Ngải Gia                                              | A Lang đích cố sự                   |               |
| Nam diễn viên phụ xuất sắc nhất                              |                                     |               |
| Diễn viên                                                    | Phim                                |               |
| Lương Triều Vĩ                                               | Sát thủ hồ điệp mộng                |               |
| Châu Giang                                                   | Điệp huyết song hùng                |               |
| Thành Khuê An                                                | Ái nhân đồng chí                    |               |
| Hoàng Khôn Huyền                                             | A Lang đích cố sự                   |               |
| Nữ diễn viên phụ xuất sắc nhất                               |                                     |               |
| Diễn viên                                                    | Phim                                |               |
| Diệp Đồng                                                    | Phi việt hoàng hôn                  |               |
| Vương Tiểu Phượng                                            | Kinh hồn ký                         |               |
| Lâm Kiến Minh                                                | Đệ nhất kiển                        |               |
| Thương Thiên Nga                                             | Tam Lang kì án                      |               |
| Cố Mĩ Hoa                                                    | Bất thoái miệt đích nhân            |               |
| Diễn viên mới xuất sắc nhất                                  |                                     |               |
| Diễn viên                                                    | Phim                                |               |
| Giang Hoa                                                    | Đãng nguyệt nhân trường cửu         |               |
| Đơn Lập Văn                                                  | Phan Kim Liên chi tiền thế Kim Sinh |               |
| Hoàng Khôn Huyền                                             | A Lang đích cố sự                   |               |
| Long Phương                                                  | Chí tôn vô thượng                   |               |
| La Tử Uy                                                     | Phi việt hoàng hôn                  |               |